# Krefeldebene
Koordinaten: 73° 36′ S, 162° 48′ O
Die Krefeldebene ist eine vereiste Ebene im ostantarktischen Viktorialand. Sie liegt zwischen dem Rainey-Gletscher im Süden, dem Kopfende des Campbell-Gletschers im Osten, der Gair Mesa im Norden und den Vantage Hills im Westen.
Wissenschaftler der deutschen Expedition GANOVEX IV (1984–1985) benannten sie. Namensgeberin ist die niederrheinische Stadt Krefeld.